# Ribeyret
Ribeyret település Franciaországban, Hautes-Alpes megyében. Lakosainak száma 109 fő (2022. január 1.). Ribeyret L’Épine, Moydans, Saint-André-de-Rosans, Sorbiers és Valdoule községekkel határos.

## Népesség
A település népessége az elmúlt években az alábbi módon változott:
| Lakosok száma | 141  | 130  | 125  | 107  | 100  | 105  | 113  | 114  | 114  | 109  |
|               | 1968 | 1982 | 1990 | 2006 | 2013 | 2015 | 2017 | 2019 | 2020 | 2022 |